# ミゲル・ムニョス賞
ミゲル・ムニョス賞（Trofeo Miguel Muñoz）は、スペインのスポーツ紙であるマルカが主催するサッカーの賞である。2005-06シーズンに創設され、プリメーラ・ディビシオン（1部）とセグンダ・ディビシオン（2部）の最優秀監督に贈られる。名称はレアル・マドリードの名監督であったミゲル・ムニョスに由来している。

## 受賞者

### プリメーラ・ディビシオン
| シーズン | 受賞者                         | クラブ                   |
| -------- | ------------------------------ | ------------------------ |
| 2005-06  | ベルント・シュスター           | ヘタフェCF               |
| 2006–07  | ファンデ・ラモス               | セビージャFC             |
| 2006–07  | マルセリーノ                   | レクレアティーボ         |
| 2007–08  | マヌエル・ペジェグリーニ       | ビジャレアルCF           |
| 2008–09  | ジョゼップ・グアルディオラ     | FCバルセロナ             |
| 2009–10  | ジョゼップ・グアルディオラ     | FCバルセロナ             |
| 2010-11  | ジョゼ・モウリーニョ           | レアル・マドリード       |
| 2011-12  | ジョゼ・モウリーニョ           | レアル・マドリード       |
| 2012-13  | フランセスク・ビラノバ         | FCバルセロナ             |
| 2013-14  | ディエゴ・シメオネ             | アトレティコ・マドリード |
| 2014-15  | カルロ・アンチェロッティ       | レアル・マドリード       |
| 2015-16  | ディエゴ・シメオネ             | アトレティコ・マドリード |
| 2016-17  | ホセ・ルイス・メンディリバル   | SDエイバル               |
| 2016-17  | アシエル・ガリターノ           | CDレガネス               |
| 2017-18  | マルセリーノ・ガルシア・トラル | バレンシアCF             |
| 2018-19  | ホセ・ボルダラス               | ヘタフェCF               |
| 2019-20  | ジネディーヌ・ジダン           | レアル・マドリード       |
| 2019-20  | フレン・ロペテギ               | セビージャFC             |
| 2020-21  | ディエゴ・シメオネ             | アトレティコ・マドリード |
| 2021-22  | カルロ・アンチェロッティ       | レアル・マドリード       |
| 2021-22  | マヌエル・ペレグリーニ         | レアル・ベティス         |

### セグンダ・ディビシオン
| シーズン | 受賞者                         | クラブ                     |
| -------- | ------------------------------ | -------------------------- |
| 2005-06  | ウナイ・エメリ                 | ロルカ・デポルティーバCF   |
| 2006–07  | ウナイ・エメリ                 | UDアルメリア               |
| 2007–08  | マヌエル・プレシアード         | スポルティング・デ・ヒホン |
| 2008–09  | マルセリーノ                   | レアル・サラゴサ           |
| 2009–10  | ルイス・ガルシア               | レバンテUD                 |
| 2010-11  | ホセ・ラモン・サンドバル       | ラーヨ・バジェカーノ       |
| 2011-12  | フアン・アントニオ・アンケラ   | ADアルコルコン             |
| 2012-13  | フラン・エスクリバ             | エルチェCF                 |
| 2013-14  | ガイツカ・ガリターノ           | SDエイバル                 |
| 2014-15  | アベラルド                     | スポルティング・デ・ヒホン |
| 2015-16  | アシエル・ガリターノ           | CDレガネス                 |
| 2016-17  | フアン・ラモン・ロペス・ムニス | レバンテUD                 |
| 2017-18  | ルビ                           | SDウエスカ                 |
| 2018-19  | ディエゴ・マルティネス・ペナス | グラナダCF                 |
| 2019-20  | ミゲル                         | SDウエスカ                 |
| 2020-21  | ルイス・ガルシア・プラサ       | RCDマジョルカ              |
| 2021-22  | ルビ                           | UDアルメリア               |